# لیکوی شمشیری سینه‌رگه‌ای

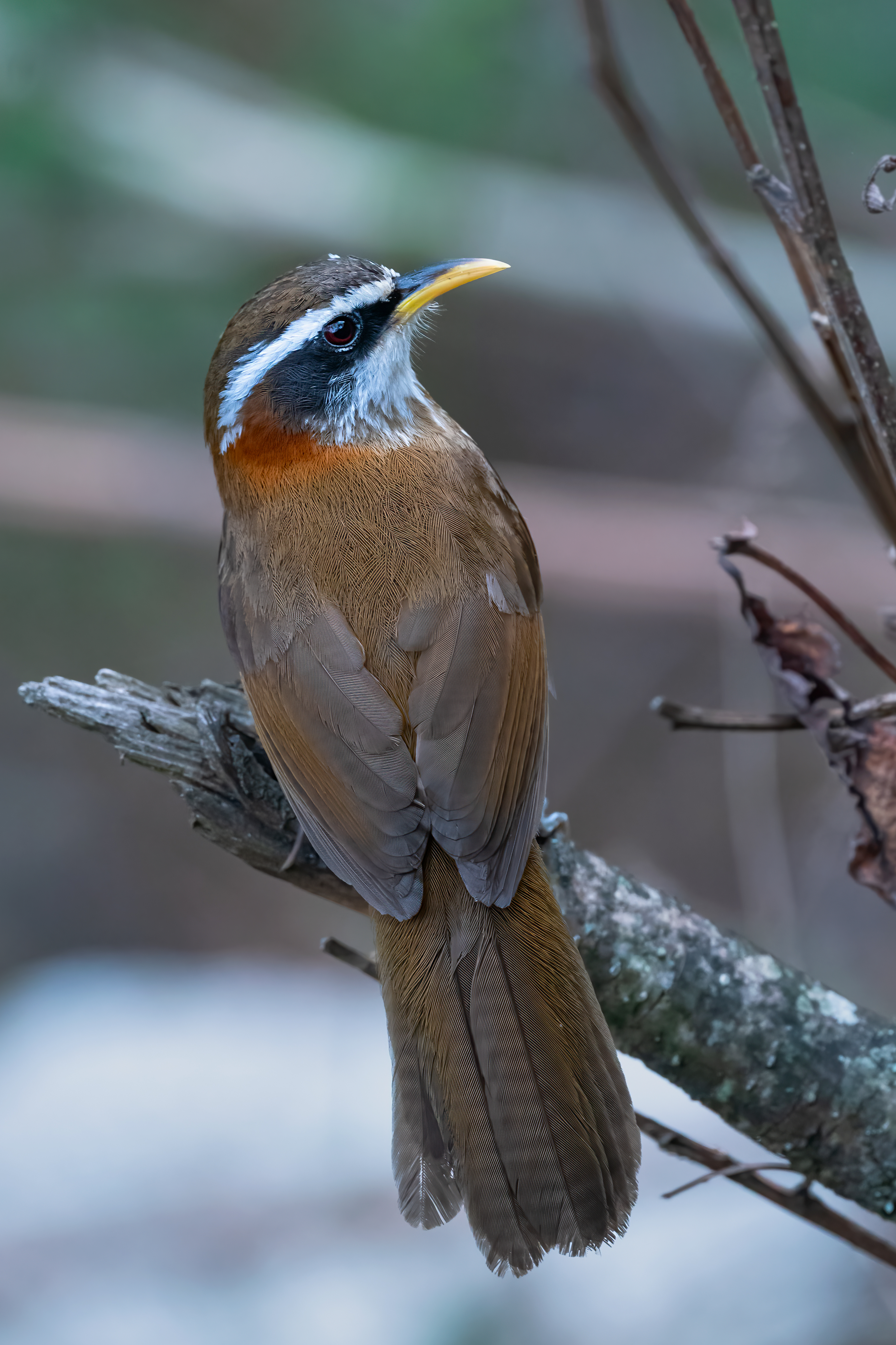
لیکوی شمشیری سینه‌رگه‌ای، در بایساخی، آروناچال پرادش

لیکوی شمشیری رگه‌دار (نام علمی: Pomatorhinus ruficollis) گونه‌ای از پرندگان تیرهٔ لیکویان جهان قدیم (Timaliidae) است.

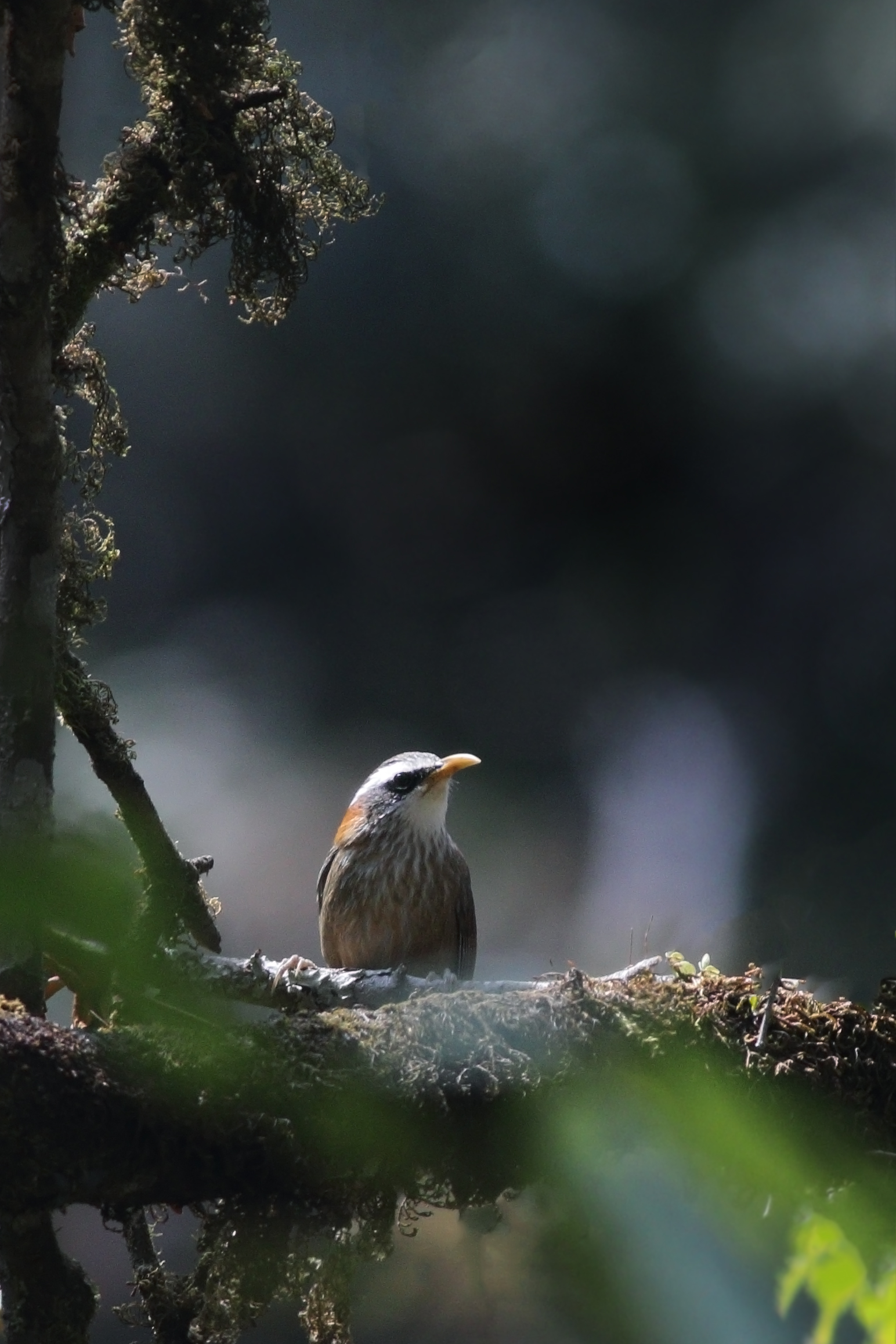
از ناگالند، هند

در بنگلادش، بوتان، چین، هند، لائوس، میانمار، نپال و ویتنام یافت می‌شود. زیستگاه طبیعی آن جنگل‌های کوهستانی نمناک نیمه‌گرمسیری یا گرمسیری است. زیرگونه پیشین تایوان musicus معمولاً در حال حاضر گونه‌ای متمایز به‌عنوان لیکوی شمشیری تایوانی در نظر گرفته می‌شود.
گله‌های مخلوط با گونه‌های دیگر را تشکیل می‌دهد.